# Diumenge de Rams d'Elx
La processó del Diumenge de Rams d'Elx és el primer acte que obri la celebració de la Setmana Santa a la ciutat d'Elx (Baix Vinalopó), en la qual es representa l'entrada de Jesús a Jerusalem. Té lloc el matí d'aquesta festivitat i recorre els carrers principals del centre de la ciutat: parteix del passeig de l'Estació, al costat dels horts de palmeres que formen part del parc Municipal i del parc esportiu, i arriba fins a la Basílica de Santa Maria, principal parròquia d'Elx. La característica principal d'aquesta processó és que el "pas de la burreta", com es coneix popularment la imatge de Jesús Triomfant damunt d'una somera, està acompanyat de milers d'elxans i elxanes que porten palmes blanques a les mans en record de les palmes amb què va ser rebut segons conten els Evangelis (Mt 21, 1-11; Mc 11, 1-11; Lc 19, 28-38, Jn 12, 12-19). Va ser declarada Festa d'Interès Turístic Internacional el 1997.

## Artesania de la palma blanca
El novembre de 2000 els horts de palmeres tradicionals d'Elx foren declarats Patrimoni Cultural de la Humanitat per part de la UNESCO. Aquest reconeixement no sols tenia en compte els elements paisatgístics heretats de l'horta andalusina, creada desenvolupada entre els segles xi i xiii i vinculada fortament al cultiu d'oasi del nord d'Àfrica, sinó que protegia l'artesania vinculada amb l'elaboració de la palma blanca. De manera tradicional, des de l'edat mitjana, com indica la documentació, les palmes blanques s'obtenen de "l'encaporutxat" de les rames de les palmeres, que s'arrepleguen i nuguen en un ramàs protegit amb palmes seques perquè no entre la llum i les noves branques nasquen decolorades. Mesos després, els palmerers les tallen i les seleccionen per categories; finalment, es guarden en llocs foscos i humit, amb sofre, fins al moment de treballar-les.

## Història
La processó de Diumenge de Rams té un caràcter litúrgic especial dins del cristianisme, motiu pel qual la seua processó és una de les més antigues celebrades pertot. En el cas d'Elx, en tenim notícies des de 1371, quan el Consell Municipal col·laborà amb la festivitat repartint algunes almoines. Pel que fa al comerç de palmes blanques, en el llibre d'actes municipal de 1429 es fa referència d'uns venedors elxans de palmes blanques que van ser empresonats a València.
Aquest comerç ha tingut una importància històrica a la població, on encara dies abans de la festivitat es posen mercats en diverses places per a la venda al públic. L'historiador Cristòfol Sanç, en l'obra que va redactar el 1621, ja indica: "Lleva las palmas esta tierra de muy antiguo en abundancia, y se crían tantas en ella que parece un erizo, y para celebrar las fiestas de los Ramos, llevan por toda España, como a la Santa Iglesia de Toledo y otras partes". Gràcies a Sanchis Guarner, sabem que ja en el segle xviii la venda de palmes blanques s'havia convertit en un referent valencià, ja que localitza una frase feta en textos documentals d'aquest segle en què s'ironitza sobre la informalitat en la tramesa dels rams: "Arribar tard, com les palmes d'Elx, que vingueren el Diumenge de Pasqua".
Hui dia, les famílies artesanes, a partir de Nadal, comencen a preparar les palmes i els rams per a poder vendre-les als mercats tradicionals la setmana abans del Diumenge de Rams.